# Protapanteles bourquini
Protapanteles bourquini är en stekelart som först beskrevs av Blanchard 1936.  Protapanteles bourquini ingår i släktet Protapanteles och familjen bracksteklar. Inga underarter finns listade i Catalogue of Life.